# Carex bolina
Carex bolina là một loài thực vật có hoa trong họ Cói. Loài này được Láng mô tả khoa học đầu tiên năm 1851.